# 石黒達也 (アニメプロデューサー)
石黒達也（いしぐろ たつや）は、日本のアニメプロデューサーである。ポニーキャニオンを経て、現在はADKグループ（NAS）に所属している。

## 作品

### ポニーキャニオン
2003年
- グリーングリーン

2005年
- UG☆アルティメットガール

2006年
- 夢使い
- しにがみのバラッド。
- Bartender バーテンダー

2007年
- 狼と香辛料

2009年
- 狼と香辛料II

2010年
- 侵略!イカ娘
- あきそら〜夢の中〜(OVA)

2011年
- アスタロッテのおもちゃ!
  - アスタロッテのおもちゃ!EX(OVA)
- 侵略!? イカ娘
- ベン・トー

2012年
- 人類は衰退しました

2013年
- AURA 〜魔竜院光牙最後の闘い〜(劇場アニメ)
- まおゆう魔王勇者
- ぎんぎつね

2014年
- 僕らはみんな河合荘
- RAIL WARS!

2015年
- 六花の勇者

2016年
- 迷家 -マヨイガ-

### NAS
2017年
- アホガール
- 徒然チルドレン

2018年
- 学園ベビーシッターズ
- キャプテン翼（第4作・シーズン1）
- 若おかみは小学生!

2019年
- 手品先輩（チーフプロデューサー）
- ケンガンアシュラ

2020年
- 虚構推理
- キラッとプリ☆チャン

2021年
- ワッチャプリマジ!

2023年
- キャプテン翼シーズン2 ジュニアユース編